# NGC 998
NGC 998 este o galaxie spirală situată în constelația Balena. A fost descoperită în 10 noiembrie 1863 de către Albert Marth.